# Rage (Adventure Island)
Rage in Adventure Island (Southend-on-Sea, Essex, UK) ist eine Stahlachterbahn vom Modell Euro-Fighter 320+ des Herstellers Gerstlauer Amusement Rides, die am 10. Februar 2007 eröffnet wurde. Sie war die erste Achterbahn von diesem Typ in England und zugleich das erste Modell weltweit. 2009 wurde in Duinrell (Wassenaar, Niederlande) mit Falcon eine baugleiche Anlage eröffnet. Mit Rage tätigte Adventure Island eine der größten Investitionen, die der Park jemals hatte.
Auf der 361 m langen Strecke sind drei Inversionen verbaut: einen Looping, einen Immelmann, sowie eine Zero-g-Roll.

## Wagen
Rage besitzt drei Wagen. In jedem Wagen können acht Personen (zwei Reihen à vier Personen) Platz nehmen. Als Rückhaltesystem kommen Schulterbügel zum Einsatz.

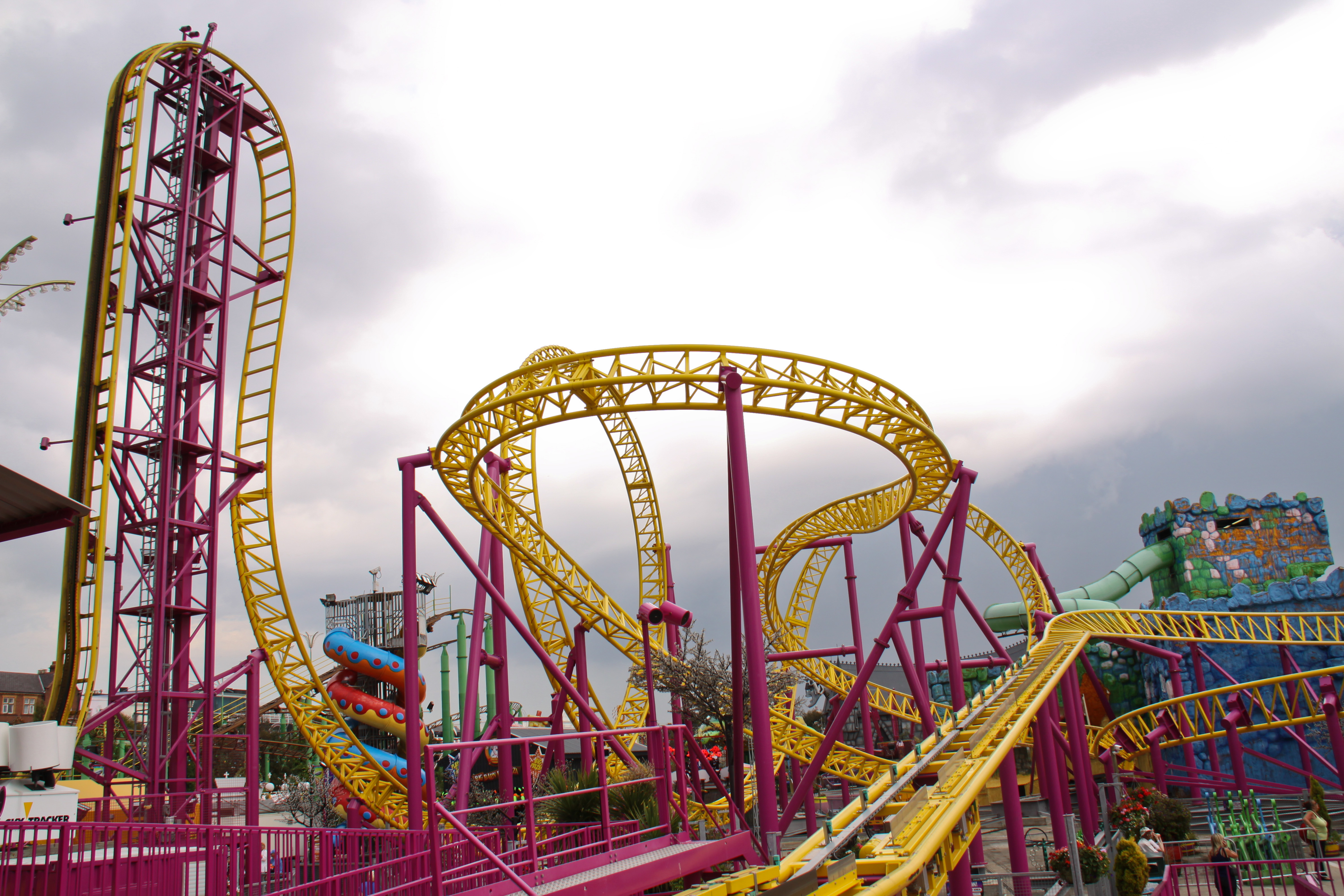
Sicht von der Station
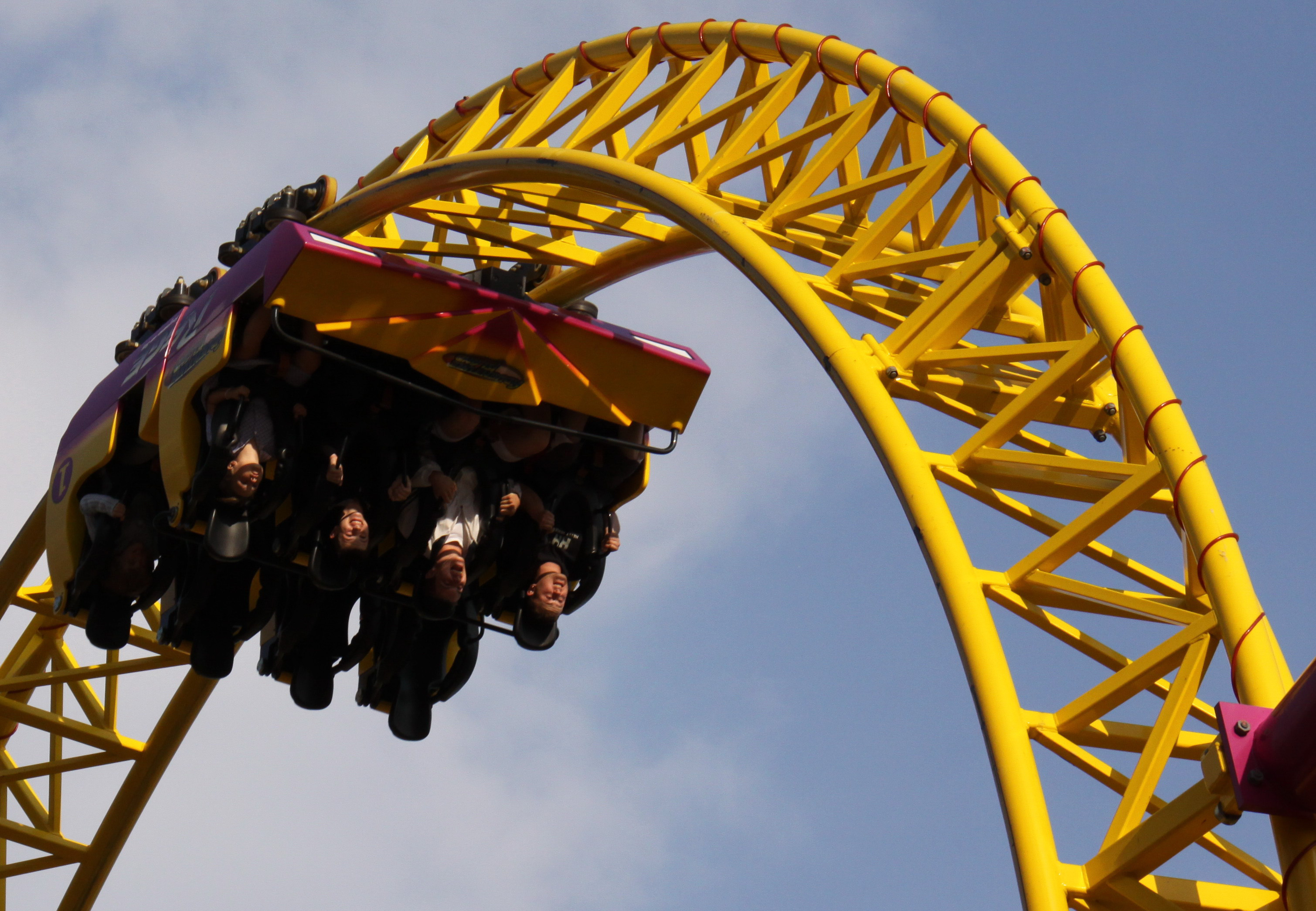
Wagen im Looping